# Колумбус (Індіана)
Колумбус (англ. Columbus) — місто (англ. city) на півдні штату Індіана в США, окружний центр округу Бартолом'ю. Населення — 50 474 особи (2020).

## Географія
Колумбус розташований за координатами 39°12′35″ пн. ш. 85°55′4″ зх. д. / 39.20972° пн. ш. 85.91778° зх. д. (39.209684, -85.917802).  За даними Бюро перепису населення США в 2010 році місто мало площу 72,22 км², з яких 71,22 км² — суходіл та 1,00 км² — водойми.

## Демографія
Згідно з переписом 2010 року, у місті мешкала 44 061 особа в 17 787 домогосподарствах у складі 11 506 родин. Густота населення становила 610 осіб/км².  Було 19700 помешкань (273/км²).
Расовий склад населення:
| - 86,9 % — білих - 5,6 % — азіатів - 2,7 % — чорних або афроамериканців - 0,2 % — корінних американців - 0,1 % — вихідців з тихоокеанських островів - 2,5 % — осіб інших рас |

До двох чи більше рас належало 2,0 %. Частка іспаномовних становила 5,8 % від усіх жителів.
За віковим діапазоном населення розподілялося таким чином: 25,2 % — особи молодші 18 років, 60,4 % — особи у віці 18—64 років, 14,4 % — особи у віці 65 років та старші. Медіана віку мешканця становила 37,1 року. На 100 осіб жіночої статі у місті припадало 93,9 чоловіків;  на 100 жінок у віці від 18 років та старших — 91,7 чоловіків також старших 18 років.
Середній дохід на одне домашнє господарство  становив 73 365 доларів США (медіана — 56 816), а середній дохід на одну сім'ю — 87 289 доларів (медіана — 70 135). Медіана доходів становила 53 946 доларів для чоловіків та 38 315 доларів для жінок. За межею бідності перебувало 11,8 % осіб, у тому числі 16,1 % дітей у віці до 18 років та 8,5 % осіб у віці 65 років та старших.
Цивільне працевлаштоване населення становило 22 441 осіб. Основні галузі зайнятості: виробництво — 35,3 %, освіта, охорона здоров'я та соціальна допомога — 20,2 %, роздрібна торгівля — 9,0 %, мистецтво, розваги та відпочинок — 8,2 %.

## Персоналії
- Кейт Брюс (1860—1946) — американська акторка епохи німого кіно.